# Riverina
Riverina je geografický region v Austrálii, zahrnující povodí řek Murray a Murrumbidgee (název pochází z anglického výrazu pro řeku „river“), jeho východní hranici tvoří Velké předělové pohoří. Má rozlohu okolo 70 000 km² a žije v něm asi čtvrt milionu obyvatel, leží v jihozápadní části Nového Jižního Walesu a zasahuje také na území Victorie a Jižní Austrálie. Největším městem je Wagga Wagga.
Podél vodních toků se nacházejí blahovičníkové a akáciové lesy, v nichž žije koala medvídkovitý a vakoveverka létavá. V sušších oblastech převládá buš s rostlinou Maireana aphylla. Díky úrodné půdě, teplému podnebí a dostatku vláhy patří Riverina k nejvýznamnějším zemědělským oblastem Austrálie: pěstuje se réva vinná, ovoce (převážně citrusy), mandloň obecná, rýže setá, obilniny a brukev řepka, významné je i pastevectví ovcí a skotu nebo rybolov (nejhojnější rybou je Maccullochella peelii). Dominantním odvětví ekonomiky je potravinářský průmysl, provozuje se také těžba sádrovce a černého uhlí. Hlavní dopravní tepnou je Riverina Highway.
Již před více než třiceti tisíci lety oblast osídlili domorodí Austrálci, především kmen Wiradjuri. Jako první Evropan navštívil Riverinu v roce 1817 John Oxley. V roce 1830 byla založena první osada Moulamein. V roce 1901 zde byl zřízen volební obvod Division of Riverina. Ve městě Wagga Wagga se nachází vysoká škola Charles Sturt University a velká základna Australských obranných sil. V Griffithu hraje fotbalový klub Riverina Rhinos.